# Коворкинг
Коворкинг (от англ. coworking, рус. — «сотрудничество») в широком смысле — подход к организации труда людей с разной занятостью в общем пространстве; в узком — подобное пространство, коллективный офис (англ. coworking space).
Коворкинг характеризует гибкую организацию рабочего пространства и стремление к формированию сообществ резидентов и внутренней культуры.
В контексте урбанистики такие центры рассматриваются как разновидность «третьих мест» — городских общественных пространств, объединяющих людей для общения и творческого взаимодействия. 
Нередко центры совместной работы занимают постройки и помещения, потерявшие прежнее предназначение: заводские цеха, бывшие школы и даже церкви.

## Предыстория
Предпосылками появления центров как подхода к организации труда стали как экономические факторы, так и развитие крупных городов. Центры рассматривают как продукт экономики знаний — увеличения роли креативного класса и технической интеллигенции одновременно с тенденцией к аутсорсингу в характерных для них профессиональных областях.
В крупных городах джентрификация привела к росту стоимости недвижимости, сделав индивидуальную аренду экономически нецелесообразной для начинающих предпринимателей и фрилансеров. В отличие от обслуживаемых офисов центры стали устойчивой формой самоорганизации, основанной на взаимопомощи и обмене опытом между людьми с разным опытом и профессиональными навыками.
Прообразом коворкингов во многом послужили хакерспейсы — пространства для общения людей со схожими интересами в научных и технических областях, первые из которых появились в Соединённых Штатах Америки и Германии в середине 1990-х годов. Существовавшие главным образом на членские взносы хакерспейсы предоставили участникам пространство для общения и необходимую инфраструктуру для хобби и увлечений. Общие с коворкингами черты имели и общественные центры для предпринимателей. Примечательно, что открывшийся в 2002 году в Вене Schraubenfabrik стали впоследствии крупным коворкингом.
В близком к современному значении термин «коворкинг» впервые применил гейм-дизайнер и теоретик веселья Бернард Ковен для обозначения подхода, определённого им как «совместная работа равных людей». Тренинги для компаний, организованные Ковеном, включали совместное решение рабочих задач с помощью мозговых штурмов и обсуждений и, собственно, назывались коворкингами. Он же стал первым владельцем доменного имени coworking.com, которое впоследствии добровольно передал коворкинг-движению.

## История
Первый в истории центр совместной работы открылся 9 августа 2005 года в доме феминистского сообщества Spiral Muse в Сан-Франциско. Уставший от недостатка общения в офисе и непродуктивности труда дома программист Брэд Ньюберг учредил центр как некоммерческое партнёрство и предложил потенциальным участникам рабочие места, бесплатный Wi-Fi, перерывы на медитацию, общие ланчи и совместные поездки на велосипедах в обмен на небольшие ежемесячные взносы. Спустя год Брэд закрыл первый центр и вместе с партнёрами основал новый — Hat Factory.
Первые в Старом Свете центры совместной работы появились в 2005 году в Лондоне и в 2007 году в Берлине и сейчас остаются одними из крупнейших в мире. Лондонский The Hub стал международной сетью из 65 пространств на пяти континентах, а открывшийся в берлинском Кройцберге Business Class Net стал первой сетью центров, развивающейся по франшизе.
К 2007 году понятие «коворкинг» закрепилось в английском языке, а в 2009 году вышла первая книга, посвященная коворкингам — «I’m Outta Here: how co-working is making the office obsolete» авторства Дрю Джонс. В 2010 году коворкинг-движение отметило пятилетие открытия коворкинга в Spiral Muse, проведя первый #CoworkingDay. В 2011 году прошла первая конференция, собравшая создателей коворкингов со всего мира — Global Coworking Unconference Conference.
По сведениям посвященного коворкингам издания Deskmag к концу 2014 года около 300 тысяч человек работало в 6000 центров по всему миру. Первое место по числу пространств занимают Соединённые Штаты, за ними следуют Германия, Испания, Великобритания и Япония.

### Центры совместной работы в России
Первый российский центр «Башня» открылся в Екатеринбурге в 2008 году. Вскоре центры появились в Москве, Санкт-Петербурге, Кирове, Новосибирске, Ростове-на-Дону, Нижнем Новгороде, Тольятти и других крупных городах.

#### Москва
В Москве идея развития рабочих пространств получила государственную поддержку в рамках программы «Москва: Коворкинг 2.0». В 2012 году при поддержке городского Департамента науки, промышленной политики и предпринимательства открылся центр «Клуб Нагатино». Два года спустя в Москве появилось сразу три подобных пространства — центры Восточного, Северного и Троицкого административных округов.
Некоторые российские центры были созданы как часть «экосистемы» бизнеса или образовательных и культурных учреждений. Например, московский #tceh развивается как часть офиса венчурного Фонда развития интернет-инициатив и объединяет технологических предпринимателей. Собственную программу центров для молодёжи развивает в разных городах России Сбербанк. Два центра сосуществуют на территории дизайн-завода «Флакон». Один открыт на территории «Красного Октября» и ориентирован на завсегдатаев центра технологического предпринимательства Digital October. Самый большой центр в России «Рабочая станция Plaza» открылся в апреле 2016 года в Москве недалеко от метро Дмитровская.

## Особенности

### Сообщество
Открытое сообщество людей с разными знаниями и профессиональными навыками — принципиальное отличие коворкингов от других пространств для работы. Резиденты коворкингов утверждают, что обмен опытом и идеями повышает продуктивность и помогает в поиске нетривиальных решений рабочих задач. Помимо коворкингов, открытых для любых участников, есть и специализированные пространства, отбирающие участников с определённой сферой деятельности, определённого пола или национальности.
Например, вашингтонский Hera Hub — это коворкинг, созданный женщинами для женщин. Филадельфийский Tribe Commons ориентирован на молодых предпринимателей еврейского происхождения. Расположенный в Нью-Йорке Paragraph предоставляет рабочие места писателям. Парижский коворкинг La Ruche тщательно отбирает проекты из области социального предпринимательства. С 2010 года в Найроби работает коворкинг iHub, объединяющий технологические проекты, направленные на решение проблем Африки. Репутация известных нишевых коворкингов может помочь их резидентам в общении с инвесторами и партнёрами.

### Пространство
Большинство центров предлагают резидентам как постоянные места (где можно разместить стационарный компьютер), так и «плавающие» — работу (как правило, с ноутбуком) на любом свободном месте, не закреплённом за другим участником или командой. В «гостевом» формате центры предоставляют посетителям краткосрочную аренду мест, переговорных комнат и офисной инфраструктуры. При этом некоторые центры объединены программой коворкинг-визы, дающей резидентам одного пространства возможность бесплатно работать в центрах в других городах и странах.
Многие центры располагают собственными переговорными комнатами, кухней и обособленными офисами для небольших команд. Их планировка и дизайн учитывает две основные потребности резидентов — спокойную работу и общение.

### Экономическая модель
Первые центры совместной работы открывались как некоммерческие инициативы, а со временем у пространств для совместной работы сформировалась устойчивая бизнес-модель. Собранная изданием Deskmag статистика утверждает, что большинство центров начинают приносить прибыль через два года существования.
Основной, а для некоторых центров единственный, источник дохода — платежи арендаторов. Помимо этого, некоторые центры получают средства от проведения собственных мероприятий и выступают площадкой для сторонних организаторов, организуют питание резидентов, предоставляют им бухгалтерские, юридические и иные услуги. Некоторым центрам удаётся привлечь спонсорскую поддержку или инвестиции на развитие.